# عامل التنشيط
عامل التنشيط هو سطح نشط يستخدم أثناء عملية طفو الزبد لزيادة التجاذب بين المعادن.